# Gözaydın, Eleşkirt
Gözaydın là một xã thuộc huyện Eleşkirt, tỉnh Ağrı, Thổ Nhĩ Kỳ. Dân số thời điểm năm 2011 là 110 người.